# Karim Saber
Karim Saber (* um 1996 in London) ist ein britischer Jazzmusiker (Gitarre, Komposition) mit iranischen Wurzeln. 

## Leben und Wirken
Saber, der in London aufwuchs, lernte beeinflusst von System of a Down, Jimi Hendrix, Nirvana und den Red Hot Chili Peppers Gitarre und besuchte zunächst die Samstagvormittags-Sessions im Roundhouse in Camden, wo er mit gleichgesinnten jungen Musikern jammte. Sein Philosophielehrer machte ihn mit der Musik von John Coltrane, Miles Davis und Wayne Shorter bekannt und weckte sein Interesse am Jazz. Nach dem Schulabschluss nahm sich Saber ein Ausjahr und lernte Jazzgitarre bei dem australischen Gitarristen Carl Orr. Zwischen 2015 und 2018 studierte er in Boston am Berklee College of Music, wo er mit dem Bachelor abschloss. Dann absolvierte er ein Masterstudium an der Royal Academy of Music.
2021 gründete Saber noch während seines Studium sein eigenes Quintett, mit dem sein von Jasper Høiby produziertes Debütalbum Transmission entstand, das 2024 beim Label Ubuntu Music veröffentlicht wurde. Er tourte zudem mit den Projekten von Lukas DeRungs und dem Quartett von Henry Spencer.